# Igreja Velha

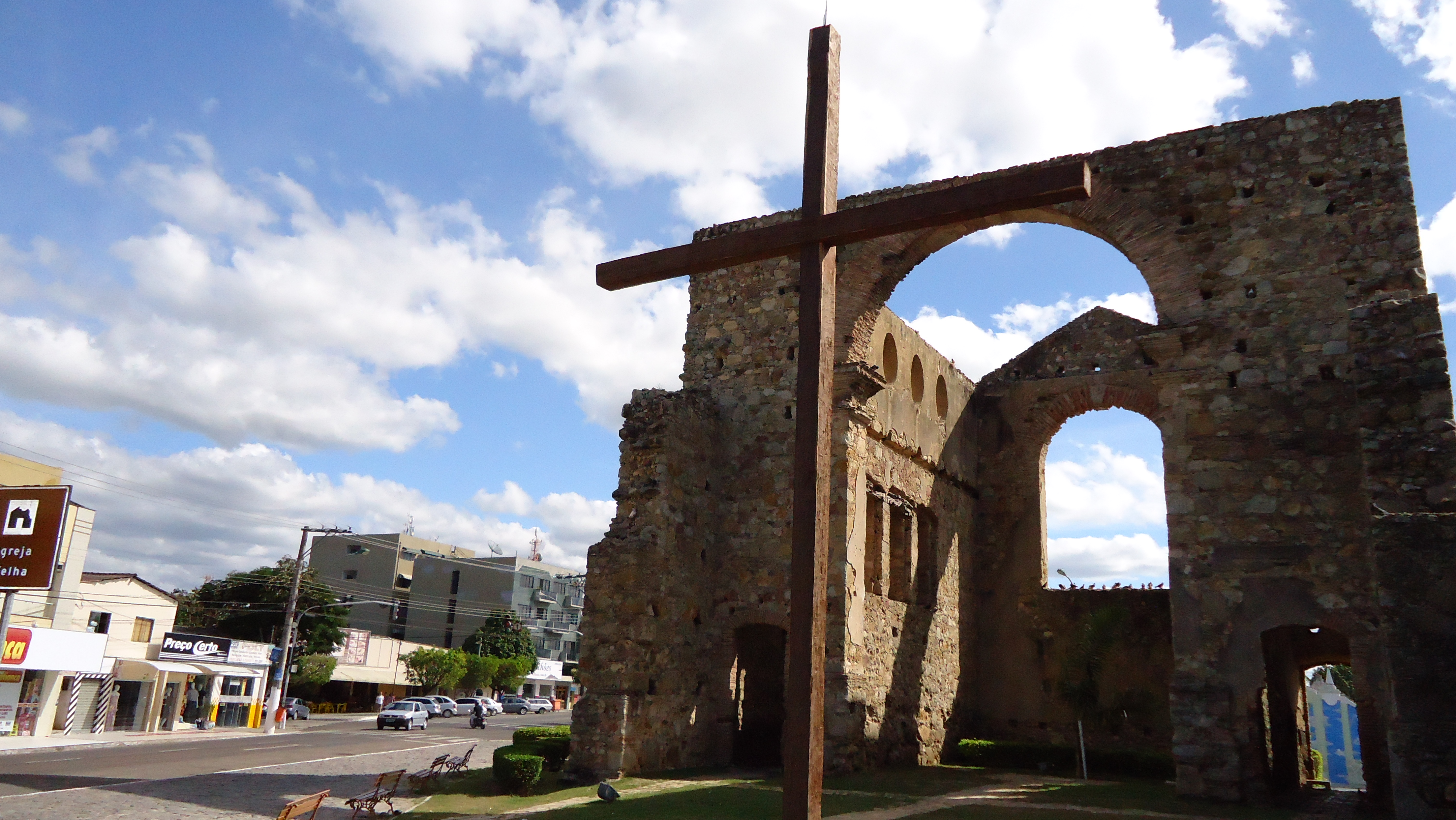
Detalhes da Igreja Velha

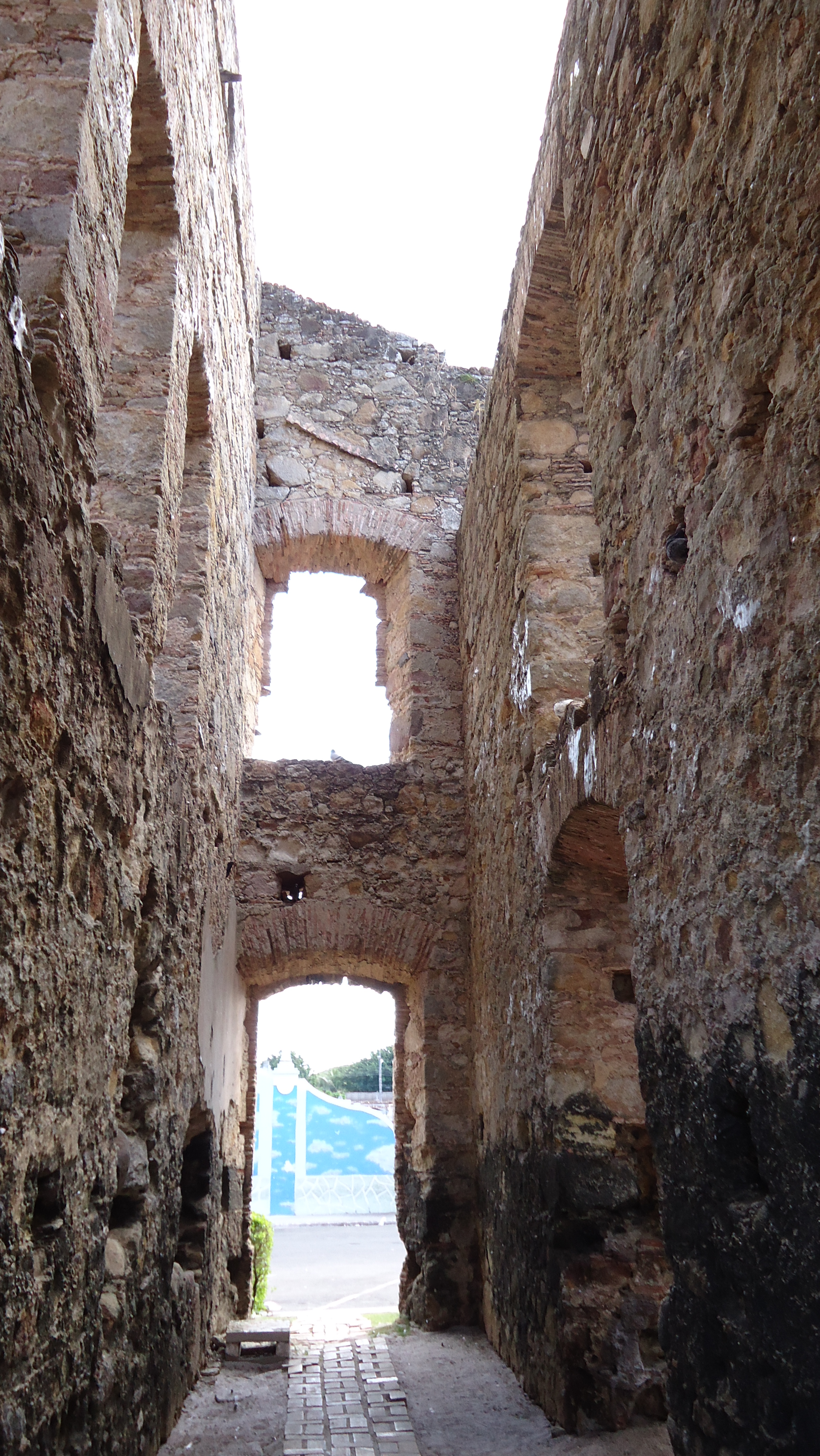
Detalhes da Igreja Velha

A Igreja Velha é um patrimônio histórico da cidade de São Mateus, estado do Espírito Santo. Foi projetada para ser a maior igreja do município, mas suas obras não foram concluídas por falta de verba da administração municipal. Encontra-se no centro da cidade e é um dos principais cartões postais de São Mateus.

## História
A Igreja Velha foi projetada a mando dos Jesuítas para ser a maior igreja do município. A verba empregada seria de cunho municipal. O inicio da sua construção é do início do século XIX.  Seu projeto grandioso fez com que os vereadores concluíssem as obras no dia 6 de agosto de 1853. Segundo a Ata da Câmara Municipal que encerra a construção, a igreja Matriz da Praça do Campo, como era conhecida na época, demandava mais de 40 contos de réis e aproximadamente 50 anos para a conclusão, enquanto que a Igreja Matriz da Praça de São Mateus, que já se encontrava com as obras adiantadas, demandaria não mais de 8 contos de réis para a conclusão. Por esse motivo as obras foram encerradas.
A alvenaria utilizada foi de pedras e uma argamassa feita de óleo de baleia e cal. As pedras utilizadas vinham nos lastros dos navios que atracavam no Porto de São Mateus. Já a cal era retirada dos sambaquis, que eram facilmente encontrados na região de Barra Nova. Muitas dessas pedras dos alicerces da igreja Velha foram utilizadas pelos moradores para a construção de edificações no município.
Segundo os moradores mais antigos, a igreja seria dedicada a São Brás.

### Ata de encerramento das obras
24ª sessão em 6 de Agosto de 1843
Presidência do Senhor Cunha
As dez horas achando-se presentes os senhores vereadores Gomes da Cunha, Motta, Oliveira e Souza, faltando com participação os senhores Silvares Junior, Piniche e Farias e, por impedimento, o senhor vereador Matheus Antônio dos Santos, o senhor Presidente abriu a sessão.
Expediente
(...)
O Snr. Vereador Francisco Antônio da Mota solicitou que, achando-se comprados os materiais referentes à obra da Igreja Matriz, era de sua opinião que, ao invés de continuar as edificações da Igreja Matriz do Campo da Vila (Igreja Velha), se acabasse a Igreja Matriz da Praça de São Matheus, não só porque essa igreja existe no centro da cidade e oferece mais comodidade aos fiéis para os atos religiosos, como também essa igreja se encontra com a obra mais adiantada, e em poucos anos, com oito ou dez contos de réis se concluía, entretanto, a Igreja do Campo, segundo seu plano gigantesco, precisa para sua conclusão mais de 40 contos de réis e que as vistas dos rendimentos de 1%, se gastaria mais de cinquenta anos para sua conclusão. A câmara, tomando em consideração o dito requerimento deliberou que se examinasse o estado da obras e se precedesse ao seu orçamento para a finalização das obras da Matriz da Praça de São Matheus e que se enviasse um ofício ao governo da província pedindo permissão para esse ato. (...)